# Calle 13
Calle 13（カジェ・トレセ）はプエルトリコ出身の音楽グループである。社会問題に対する政治的メッセージを含むヒップ・ホップ系楽曲を創造・発信していることで特に知られている。

## メンバー
主要メンバーは以下の3人。
- 「レシデンテ (Residente)」ことレネ・ペレス・ホグラー (René Pérez Joglar, 1978年2月23日アト・レイ生まれ、リードボーカル及び作詞、ミュージックビデオの監督)
- 「ビシタンテ (Visitante)」ことエドゥアルド・カブラ・マルティネス (Eduardo Cabra Martínez 1978年9月10日サントゥルセ生まれ、マルチ・インストゥルメンタリスト, ボーカル、ビート・プロデューサー)
- 「PG-13」ことイレアナ・カブラ・ホグラー (Ileana Cabra Joglar, 1989年4月28日生まれ，バックボーカル)

## ディスコグラフィ
- 2005: Calle 13 [2]
- 2007: Residente o Visitante
- 2008: Los De Atrás Vienen Conmigo
- 2010: Entren Los Que Quieran [2][3]
- 2014: Multi_Viral [5]